# 泥高镇
泥高镇，是中华人民共和国贵州省遵义市务川仡佬族苗族自治县下辖的一个乡镇级行政单位。
2016年1月29日，贵州省人民政府批复同意务川自治县部分乡镇行政区划调整，撤销泥高乡，设置泥高镇。

## 行政区划
泥高镇下辖以下地区：
泥高村、青龙村、镇江村、老鹰村、高炉村、青坪村、竹园村和栗园村。